# 金剛寺 (京都市東山区金園町)

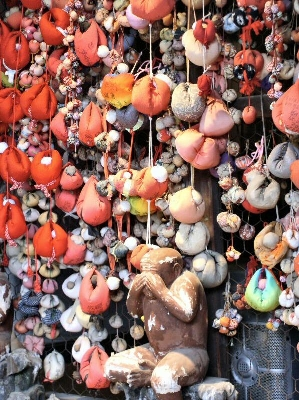
くくり猿

金剛寺（こんごうじ）は、京都市東山区にある天台宗の寺院。山号は大黒山。本尊は青面金剛。正式には大黒山 金剛寺 庚申堂と号し、通称は八坂庚申堂という。大阪の四天王寺庚申堂、東京の入谷庚申堂（現存せず）とともに日本三庚申の一つとされている。

## 歴史
本尊の青面金剛は飛鳥時代に中国大陸より渡来した秦氏の守り本尊であり、また秦河勝の守り本尊でもあったという。
天徳4年（960年）、その青面金剛を一般の人達も参詣出来るようにと天台宗の浄蔵貴所（887年 - 946年）が青面金剛を本尊とする庚申堂を建立した。この庚申堂は日本で最初の庚申堂とされている。
江戸時代は大阪の四天王寺の末寺であった。

## 境内
- 本堂
- 賓頭盧堂 - 様々な色をした「くくり猿」がたくさん吊るされている。
- 庫裏
- 山門

## 行事
- 蒟蒻焚き - 猿形に抜いた蒟蒻を3つ、北を向いて無言で食べれば無病息災であるとされる。庚申日ごとに行われる。

## 前後の札所
通称寺の会（八坂庚申堂）

## 所在地
- 京都府京都市東山区下河原通八坂鳥居前下ル四丁目金園町390

## 周辺
- 高台寺
- 圓徳院
- 法観寺（八坂の塔）
- 清水寺